# Y2K The Game
Y2K The Game (ook wel Y2K) is een computerspel voor het platform Microsoft Windows. Het spel werd uitgebracht in 1999. Het spel is een point-en-click adventure. Het spel wordt getoond in derde perspectief met vaste camera posities.

## Ontvangst
| Beoordeeld door                | Datum            | Score |
| ------------------------------ | ---------------- | ----- |
| Tap-Repeatedly/Four Fat Chicks | 22 januari 2002  | 80%   |
| GameSpot                       | 11 januari 2000  | 67%   |
| PC Player (Duitsland)          | februari 2000    | 60%   |
| Just Adventure                 | 29 maart 2003    | 58%   |
| IGN                            | 2 maart 2000     | 57%   |
| GameStar (Duitsland)           | februari 2000    | 55%   |
| Adventurearchiv                | 9 april 2001     | 53%   |
| PC Games (Duitsland)           | februari 2000    | 53%   |
| GamePro (USA)                  | 24 november 2000 | 30%   |